# 唐納德·華生
唐納德·華生（英語：Donald Watson，1910年9月2日—2005年11月16日）是一位英國動物權利提倡者，也是「維根純素」一詞的發明人和英國純素協會的創辦人。

## 早年生活
唐納德出生於英國約克郡的梅克斯伯勒鎮。父親是礦區一所中小學的校長，在當時那樣的環境背景，素食和純素主義。 童年時期，唐納德在喬治叔叔的畜牧農場待過一段時間，而被農場宰殺豬隻的場景所驚嚇到。他表示，那一刻起，農場生活從純樸田園變成動物死刑場。唐納德因此開始重新思考吃肉是否為錯誤的行為。1924年在他14歲時成為了素食者，這是他新年的決心: 再也不吃肉了。18歲時，他更決定放棄飲用和食用乳製品，因為他認為乳製品是不人道的。

他曾說過:
|  | 我身邊圍繞著一群有趣的動物。他們每一隻都各有「貢獻」：農場的馬匹會犁耕、輕巧型的馬會拉車、乳牛奉獻牛奶、母雞供給蛋、公雞則是好鬧鐘 ─ 當時我並不知道他還有其他用途，而綿羊提供羊毛。 我從來都不知道豬到底貢獻了甚麼，但他們看起來就是如此溫馴友善的動物，見到我總是很開心。 |

## 教學生涯
十五歲時離開學校不再升學，唐納德到一間家族式的細木工匠企業當學徒，二十歲時便成為細木工師傅。 他在萊斯特城教學授課，同時他也在萊斯特素食協會占有一席之地。之後他搬到凱西克鎮，在那邊從事教學長達23年。 他的餘生都在坎布里亞郡度過。 後半生，他大部分時間都用來從事登山健行領隊的工作以及耕種有機菜園 ，一直持續到他往生之前，享年95歲。

## 維根純素主義與純素社會
唐納德的成長過程，從不吸菸、不喝酒或是食用任何他認為有毒的食物或物質。到了1940年代，他知道牛奶製品的製程不人道，因此成為維根純素者。 他解釋自己成為純素者的動機是基於對動物的道德關懷 ：
|  | 我們可以很清楚地看見，我們目前的社會文明是以剝削動物為基礎，就如同過去的文明是架構在奴隸的剝削一樣。因此我們相信，隨著人類的靈性成長，未來的人們有朝一日會因為得之前人曾經以動物"屍體"為食而深感憎惡。 |

批評者認為因為他的純素飲食，他將無法存活太久。 1944年，他和他的妻子桃樂絲，還有四位朋友一起成立了純素協會。 團隊中有人提議用某個字來形容他們的生活型態，不過唐納德提出一個新詞彙「維根」(vegan)，這個字是由「素食」英文字 「Vegetarian」的字首和字尾各取幾個字母拼湊而成，因為他認為維根純素主義是從素食主義開始，然後將此概念貫徹到符合邏輯的論斷。 同年，唐納德以及他的團隊發行了協會的第一版季刊「維根純素新聞報」 (The Vegan News)。  他一手包辦新聞報的發行持續有兩年之久，從寫作、複印到回覆與日俱增的讀者來信。
唐納德將他的道德人生觀延伸到拒絕任何傷害眾生的事物和行為。唐納德一生致力於推廣和平主義， 他在第二次世界大戰時他申請為良心拒服兵役者。

## 私人生活
唐納德喜歡騎自行車、攝影、和演奏小提琴。僅管他非任何政黨的支持者，他一直都對政治議題相當關注。 唐納德是一位不可知論者。
他的弟弟和妹妹兩人也都和他一起採取純素的生活方式。他們三人都在第二次世界大戰時申請加入良心拒服兵役者的行列。 

## 另見
- 純素主義
- 完全素食協會 (英國)
- 動物權利
- 動物福利

## 外部連結
- First issue of the Vegan Society newsletter November 1944, Published and written by Donald Watson. Accessed November 2009
- Vegan Society（页面存档备份，存于） main website (contains various, changing information pages and leaflets about Donald Watson)
- Ripened by human determination: 70 years of The Vegan Society（页面存档备份，存于）. Document explores how Donald Watson and others founded The Vegan Society.